# Tour CIBC
La tour CIBC, située au 1155 boulevard René-Lévesque Ouest à Montréal, est le cinquième plus haut gratte-ciel de cette ville.
Elle mesure 187 mètres et possède 45 étages. La tour fut inaugurée par le maire Jean Drapeau, le 27 juin 1962. Sa construction avait débuté en octobre 1959. Son voisin est le Centre Sheraton.
Elle a un caractère unique par son ardoise verte qui orne sa surface extérieure. Son antenne a été retirée en 2019.

## Art
La sculpture de Henry Moore Figure allongée, en trois morceaux, No 1 a été installée en 1962 dans l'atrium de la tour. En 2017, la CIBC en a fait don au Musée des beaux-arts de Montréal.